# Eric Goles
Eric Antonio Goles Chacc (Antofagasta, 21. kolovoza 1951.) je čileanski matematičar i računalni znanstvenik.
Studirao je civilno inženjerstvo na Universidad de Chile u Santiagu, a potom je stekao dva doktorata na sveučilištu u Grenobleu u Francuskoj. 
Profesor je na Universidad de Chile, i poznat je po radu na staničnom automatu.
1993. je Goles dobio nagradu Premio Nacional de Ciencias Exactas (čileanska nacionalna nagrada za egzaktne znanosti). 
Bio je predsjednikom CONICYT (čileanski ekvivalent National Science Foundationa u SAD-u), kao i savjetnikom za znanost i tehnologija pri čileanskoj vladi.
Goles trenutačno predaje i bavi se istraživačkim radom na sveučilištu Adolfo Ibáñez.
Hrvatskog je podrijetla.

## Vanjske poveznice
- Goles Životopis  Arhivirana inačica izvorne stranice od 14. studenoga 2006. (Wayback Machine) kao direktor čileanske znanstvene inicijative tisućljeća (Iniciativa Científica Milenio)
- Opsežniji životopis (na španjolskom), na stranici CONICYT-a